# Университет на Коимбра
Университетът на Коимбра (на португалски: Universidade de Coimbra) е университет в град Коимбра, Португалия.
Основан през 1290 година, той е най-старият университет в страната и сред най-старите в света. С около 20 хиляди студенти и днес Университетът е измежду основните образователни и изследователски центрове на Португалия.

## Известни личности
Възпитаници
- Фернанду Жузе ди Франса Диаш Ван-Дунем (р. 1952), анголски политик
- Луиш ди Камоинш (1524 – 1580), поет
- Еса де Кейрош (1845 – 1900), писател
- Антониу Бернарду да Коща Кабрал (1803 – 1889), политик
- Агостиньо Нето (1922 – 1979), анголски политик
- Висенти ду Салвадор (1564 – 1635), бразилски историк
- Мигел Торга (1907 – 1995), поет

## Галерия
- Университет на Коимбра
- Библиотека Йоанина
- Най-старите сгради на Университета на Коимбра
- Университетска кула
- Университетски площад
- Колегиум Св. Йероним, старата университетска клиника
- Философски факултет
- Медицински факултет
- Централна университетска библиотека